# Stabbing the Drama
Stabbing the Drama – szósta płyta melodic death metalowego zespołu Soilwork.

## Twórcy
- Björn "Speed" Strid − śpiew
- Peter Wichers − gitara
- Ola Frenning − gitara
- Ola Flink − gitara basowa
- Sven Karlsson − instrumenty klawiszowe
- Dirk Verbeuren − perkusja

## Lista utworów
1. "Stabbing The Drama" – 4:34
2. "One with the Flies" – 4:00
3. "Weapon of Vanity" – 4:02
4. "The Crestfallen" – 3:46
5. "Nerve" – 3:38
6. "Stalemate" – 3:28
7. "Distance" – 4:29
8. "Observation Slave" – 4:09
9. "Fate in Motion" – 3:21
10. "Blind Eye Halo" – 2:24
11. "If Possible" – 4:50

## Pozycje na listach
| Lista  | Kraj    | Pozycja |
| ------ | ------- | ------- |
| Top 60 | Szwecja | 14      |